# 알바브
알바브(Al-Bab, 아랍어: الْبَاب / ALA-LC: al-Bāb)는 알레포주에 속한 시리아의 도시이다. 알바브는 알레포에서 북동쪽으로 40 킬로미터 (25 mi) 떨어져 있고, 튀르키예 국경에서 남쪽으로 30 킬로미터 (19 mi) 떨어져 있으며 면적은 30 제곱킬로미터 (12 제곱마일)이다. 알바브의 고도는 471 미터 (1,545 피트)이다. 시리아 중앙통계국에 따르면 2004년 인구는 63,069명이었다. 시리아 내전 기간 동안 인구는 약 100,000명으로 급증했다.
시리아 내전 이전, 알바브의 주민들은 수니파 아랍인 다수와 도시 중심부 외곽의 쿠르드족 소수로 구성되어 있었다.

알바브는 나히야 알바브와 알바브 구의 행정 중심지이다.

2025년 2월 현재, 이 도시는 시리아 임시정부의 일부로서 시리아 국민군의 통제하에 있다. 튀르키예군은 현재 도시에 주둔하고 있다.

## 이름
아랍어로 알바브는 '문'을 의미한다. 1226년 아랍 지리학자 야쿠트 알하마위에 따르면, 이 이름은 바브 비자아(비자아로 가는 문)의 줄임말이다. 비자아(부자아, 브자아라고도 함)는 알바브에서 동쪽으로 약 10 킬로미터 (6.2 마일) 떨어진 마을이다.

## 역사
로마 제국 시대에 알바브는 시리아 로마 속주의 키비타스였으며, 밧나이로 알려졌다. 그 정착지의 폐허는 현대 도시 북쪽으로 1 킬로미터 (0.62 mi) 떨어진 와디 강변에 위치해 있다. 로마 시대의 밧나이는 북동쪽으로 약 70 킬로미터 (43 mi) 떨어진 고대 로마 도시 밧나에와 혼동해서는 안 된다.
알바브는 7세기에 칼리프 우마르 이븐 알카타브 휘하의 라시둔 칼리파국 라시둔군에 의해 정복되었다. 이슬람교 통치 기간 동안 알레포와 인접한 부자아 사이의 "문" 역할을 했기 때문에 "문"을 의미하는 이름을 얻었다. 알리 이븐 아비 탈리브의 형제인 아킬 이븐 아비 탈리브의 무덤과 사당이 알바브에 위치해 있었다.

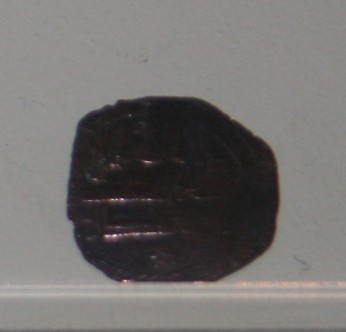
알바브에서 주조된 아바스 왕조의 팔스 (구리 동전)

13세기에 아이유브 왕조의 통치를 받기 전까지 이 도시는 주로 시아파 이스마일파 교도들이 거주했다.
1226년 야쿠트 알하마위에 따르면, 알바브는 알레포 지역의 작은 도시였다. 이 도시에는 다마스쿠스와 이집트로 수출되는 키르바스라는 면섬유 제품으로 가득 찬 시장이 있었다. 14세기 역사가 아불피다는 알바브가 시장, 목욕탕, 쾌적한 정원, 모스크(알바브 대모스크)를 갖춘 작은 도시였다고 기록했다.
알바브의 운명은 1516년 오스만 제국에 의해 점령된 알레포의 운명과 같았으며, 1866년까지 알레포 에얄레트의 일부로, 1919년 1월까지 알레포 빌라예트의 일부로 행정되었으며, 이때 프랑스군에 의해 점령되어 프랑스 시리아 위임통치령 내의 알레포국에 편입되었다.

### 시리아 내전
2012년 4월까지 알바브는 시리아 내전의 피해를 상대적으로 적게 받았다. 5월 중순부터 7월 중순 사이에 약 15개의 반군 단체가 도시 내에서 형성되었다. 알바브를 둘러싼 전투는 두 달 동안 정부 청사에 대한 일련의 습격과 공격을 포함했으며, 7월 18일 반군이 도시 내 마지막 정부 거점을 점령하면서 절정에 달했다. 야당 활동가들에 따르면, 알바브 외곽에 주둔한 군 수비대는 반군 진지에 포격을 가했다. 반군 병력은 7월 29일 도시 남쪽 가장자리에 있는 이 수비대에서 군을 밀어냈다. 알바브 점령과 함께 알레포 북부의 반군은 상당한 기세를 얻었다. 도시 점령은 무장 세력에게 알레포 북동부 지역에 대한 완전한 통제권을 주었다. 그러나 2013년 여름에는 이라크 레반트 이슬람국이 이 도시에 주둔했으며, 2013년 11월 중순에는 알바브를 완전히 통제했다.
2016년 8월 시리아 민주군의 만비즈 함락 이후, 알바브는 시리아 민주군의 다음 목표가 될 것이라고 보고되었다. 2016년 12월, 알바브는 튀르키예의 지원을 받는 시리아 반군의 공격을 받았다. 12월 21일 튀르키예 공습으로 이라크 레반트 이슬람국 목표물 67개가 파괴되었으며, 튀르키예 병사 59명과 반군 200명 이상이 사망한 것으로 보고되었다. 알바브는 튀르키예에게 전략적으로 중요한 도시였는데, 두 시리아 민주군 지역이 연결되는 것을 원치 않았기 때문이다. 2017년 2월 9일, 러시아 공습 으로 튀르키예 병사 3명이 실수로 사망했다. 2017년 2월 23일, 알바브는 튀르키예 지원 반군에 의해 점령되었으며, 튀르키예 완충지대의 일부가 되었다.
2020년 7월 15일, 러시아 소행으로 추정되는 미확인 항공기가 알바브 시에 공습을 감행했다. 이 공격으로 아파트 단지가 파괴되었다. 이 공습으로 민간인 1명이 사망하고 최소 10명 이상이 부상당했다. 이는 이라크 레반트 이슬람국으로부터 도시가 점령된 이후 처음으로 발생한 공습이었다.

## 보안
2017년 2월, 튀르키예 훈련을 받은 2,000명의 경찰력이 알바브에 배치되었다.

## 교육
2019년에는 가지안테프 대학교가 알바브에 경제행정대학을 설립할 예정이라고 발표되었다.

## 기후
알바브는 쾨펜의 기후 구분에 따라 냉량 스텝 기후 (BSk)를 가지며, 겨울에는 대륙성 기후의 영향을 받아 덥고 건조한 여름과 시원하고 습하며 때때로 눈이 내리는 겨울을 보인다.
1월의 평균 최고 기온은 8.3 °C (47 °F)이며, 7월의 평균 최고 기온은 36.2 °C (97 °F)이다. 눈은 보통 12월 또는 1월에 내린다.
| 알바브의 기후                                          | 알바브의 기후 | 알바브의 기후 | 알바브의 기후 | 알바브의 기후 | 알바브의 기후 | 알바브의 기후 | 알바브의 기후 | 알바브의 기후 | 알바브의 기후 | 알바브의 기후 | 알바브의 기후 | 알바브의 기후 | 알바브의 기후 |
| 월                                                     | 1월           | 2월           | 3월           | 4월           | 5월           | 6월           | 7월           | 8월           | 9월           | 10월          | 11월          | 12월          | 연간          |
| ------------------------------------------------------ | ------------- | ------------- | ------------- | ------------- | ------------- | ------------- | ------------- | ------------- | ------------- | ------------- | ------------- | ------------- | ------------- |
| 역대 최고 기온 °C (°F)                                 | 17 (63)       | 21 (70)       | 31 (88)       | 34 (93)       | 41 (106)      | 47 (117)      | 46 (115)      | 43 (109)      | 41 (106)      | 37 (99)       | 30 (86)       | 18 (64)       | 47 (117)      |
| 일평균 최고 기온 °C (°F)                               | 8.3 (46.9)    | 9.6 (49.3)    | 14.7 (58.5)   | 19.6 (67.3)   | 25.7 (78.3)   | 31.6 (88.9)   | 36.2 (97.2)   | 36.1 (97.0)   | 31.2 (88.2)   | 24.0 (75.2)   | 16.8 (62.2)   | 10.1 (50.2)   | 23.8 (74.9)   |
| 일평균 최저 기온 °C (°F)                               | −1.1 (30.0)   | 0.1 (32.2)    | 3.0 (37.4)    | 7.6 (45.7)    | 13.5 (56.3)   | 17.1 (62.8)   | 20.9 (69.6)   | 20.9 (69.6)   | 17.3 (63.1)   | 11.4 (52.5)   | 3.4 (38.1)    | 1.3 (34.3)    | 10.9 (51.6)   |
| 역대 최저 기온 °C (°F)                                 | −13 (9)       | −10 (14)      | −7 (19)       | −2 (28)       | 0 (32)        | 9 (48)        | 16 (61)       | 15 (59)       | 7 (45)        | 5 (41)        | −3 (27)       | −8 (18)       | −13 (9)       |
| 평균 강수량 mm (인치)                                  | 60.3 (2.37)   | 52.0 (2.05)   | 46.1 (1.81)   | 33.6 (1.32)   | 17.9 (0.70)   | 2.3 (0.09)    | 0.1 (0.00)    | 0.3 (0.01)    | 2.2 (0.09)    | 19.2 (0.76)   | 35.2 (1.39)   | 59.6 (2.35)   | 328.8 (12.94) |
| 평균 강수일수 (≥ 0.1 mm)                               | 13            | 14            | 10            | 7             | 4             | 1             | 0             | 0             | 1             | 4             | 7             | 11            | 72            |
| 평균 강우일수                                          | 12.3          | 12.3          | 12.1          | 10.6          | 6.8           | 2.0           | 0             | 0             | 1.5           | 6.5           | 8.7           | 11.9          | 84.7          |
| 평균 강설일수                                          | 3.5           | 0.8           | 0.3           | 0             | 0             | 0             | 0             | 0             | 0             | 0             | 0.1           | 1.2           | 5.9           |
| 평균 상대 습도 (%)                                     | 72            | 68            | 63            | 61            | 54            | 45            | 37            | 38            | 45            | 56            | 68            | 71            | 57            |
| 평균 월간 일조시간                                     | 120.9         | 140.0         | 198.4         | 243.0         | 319.3         | 366.0         | 387.5         | 365.8         | 303.0         | 244.9         | 186.0         | 127.1         | 3,001.9       |
| 출처 1: 세계기상기구, 홍콩 천문대 (일조시간 1961–1990) |               |               |               |               |               |               |               |               |               |               |               |               |               |
| 출처 2: BBC Weather (최고 및 최저 기록)                |               |               |               |               |               |               |               |               |               |               |               |               |               |